# Gmina Vastseliina
Gmina Vastseliina (est. Vastseliina vald) – gmina wiejska w Estonii, w prowincji Võru.
W skład gminy wchodzi:
- Okręgi miejskie: Vastseliina
- 46 wsi: Haava, Halla, Heinasoo, Hinniala, Hinsa, Holsta, Illi, Indra, Jeedasküla, Juraski, Kaagu, Kapera, Kerepäälse, Kirikumäe, Kornitsa, Kõo, Kõrve, Käpa, Külaoru, Kündja, Lindora, Loosi, Luhte, Mutsu, Mäe-Kõoküla, Möldri, Ortuma, Paloveere, Pari, Perametsa, Plessi, Puutli, Raadi, Saarde, Savioja, Sutte, Tabina, Tallikeste, Tellaste, Tsolli, Vaarkali, Vana-Saaluse, Vana-Vastseliina, Vatsa, Viitka, Voki.